# أبو نيتولة (الرقة)
أبو نيتولة قرية سورية تتبع ناحية عين عيسى في منطقة تل أبيض في محافظة الرقة. بلغ عدد سكانها 874 نسمة في عام 2004 حسب إحصاء المكتب المركزي للإحصاء.